# Erythrodes chiriquensis
Erythrodes chiriquensis là một loài thực vật có hoa trong họ Lan. Loài này được (Rchb. f. ex Linden) Dodson ined. mô tả khoa học đầu tiên.